# Fritsch
Fritsch ist ein deutscher Familienname.

## Herkunft und Bedeutung
Der Familienname Fritsch (auch Fritsche, Fritzsch, Fritzsche), vor allem gefunden in Thüringen, dem südlichen Sachsen-Anhalt, Sachsen und Schlesien sowie im alemannischen Raum, ist in einer dialektbezogenen Herleitung von Fritz bzw. Fritze eine Kurzform zu Friedrich, also ein Patronym.

## Namensträger

### A
- Ahasverus Fritsch (1629–1701), deutscher Kirchenlieddichter
- Albert von Fritsch (1856–1922), deutscher Generalleutnant
- Albert Fritsch (Boxer) (1914–??), deutscher Boxer
- Albrecht Georg Friedrich von Fritsch, eigentlicher Name von René Halkett (1900–1983), deutsch-britischer Journalist
- Alfred Fritsch (1884–1963), deutscher Philosoph und Journalist
- Alina Fritsch (* 1990), österreichische Schauspielerin
- Andreas Fritsch (Altphilologe) (* 1941), deutscher Altphilologe
- Andreas Fritsch (Fernsehmoderator) (* 1970), deutscher Fernsehmoderator
- Anett Fritsch (* 1986), deutsche Sängerin (Sopran)
- Angelika von Fritsch (* 1953), deutsche Politikerin (FDP)
- Anton Fritsch (1832–1913), tschechischer Zoologe und Paläontologe, siehe Antonín Frič
- Anton Fritsch (Geistlicher) (1913/1914–1981), deutscher Vertriebenenseelsorger
- Anton Fritsch, eigentlicher Name von Toni Fritsch (1945–2005), österreichischer Fußball- und American-Football-Spieler
- Arnulf Fritsch (1926–2014), österreichischer Chirurg

### B
- Balthasar Fritsch (um 1570–nach 1608), deutscher Komponist
- Benjamin Fritsch, eigentlicher Name von Ben Zucker (* 1983), deutscher Schlagersänger
- Bernd Helge Fritsch (* 1944), österreichischer Buchautor
- Bruno Fritsch (Politiker) (1842–1933), deutscher Politiker (NLP), MdL Preußen
- Bruno Fritsch (Wirtschaftswissenschaftler) (1926–2009), deutscher Wirtschaftswissenschaftler und Hochschullehrer
- Burchard Fritsch (1883–1950), deutscher Gold- und Silberarbeiter und Politiker (SPD)

### C
- Carl von Fritsch (1804–1892), deutscher Verwaltungsjurist, Diplomat und Politiker
- Caspar Fritsch (1677–1745), deutscher Verleger
- Christina Fritsch (* 1950), deutsche Lehrerin und Politikerin (SPD, MdB)
- Constanze von Fritsch (1781–1858), deutsche Hofdame

### D
- Dieter Fritsch (* 1950), deutscher Geodät
- Dirk Fritsch (* 1950), deutscher Filmemacher, Autor und Regisseur

### E
- Eduard Fritsch (1853–1932), deutscher evangelischer Theologe und Superintendent
- Ekkehard Fritsch (1921–1987), deutscher Schauspieler
- Emil Fritsch (1908/1909–1959), deutscher SS-Hauptscharführer
- Ernst Fritsch (Landrat) (1880–1945), deutscher Verwaltungsjurist und Landrat
- Ernst Fritsch (1892–1965), deutscher Maler
- Ernst August Fritsch (1801–1860), deutscher Philologe
- Eugen Fritsch (1884–1933), deutscher Politiker (SPD), MdL Sachsen
- Ewald Fritsch (1841–1897), deutscher Unternehmer

### F
- Felix Eugen Fritsch (1879–1954), britischer Botaniker
- Florian Fritsch (Golfspieler) (* 1985), deutscher Golfspieler
- Florian Fritsch (Unternehmer) (* 1978), deutscher Unternehmer
- Franz Fritsch (Politiker) (1895–1955), österreichischer Politiker (SPÖ)
- Franz Fritsch (Unternehmer) (1910–1973), deutscher Textilunternehmer und Judenretter
- Franz Fritsch von Falkenklau (1853–1914), österreichischer Feldmarschallleutnant
- Franz Xaver Fritsch (1797–1870), österreichischer Schriftsteller
- Franziska von Fritsch (1828–1904), deutsche Schriftstellerin
- Frederick Fritsch (* 1954), US-amerikanischer Bobsportler
- Friedrich Fritsch (Historiker) (* 1922), deutscher Historiker
- Friedrich August von Fritsch (1768–1845), deutscher Förster und Hofbeamter
- Friedrich Wilhelm Fritsch (1824–1901?), deutsch-dänischer Hornist

### G
- Gabriele Fritsch-Vivié (* 1938), deutsche Theaterwissenschaftlerin, Dramaturgin und Publizistin
- Georg von Fritsch (1849–1920), deutscher Generalleutnant
- Georg Fritsch (1890–1955), deutscher Architekt und Baubeamter
- Georg Friedrich Fritsch (1817–1881), deutscher Landrat
- Gerhard Fritsch (1924–1969), österreichischer Autor
- Gisela Fritsch (1936–2013), deutsche Schauspielerin
- Gottfried Fritsch (um 1706–1750), österreichischer Bildhauer
- Götz Fritsch (1943–2018), deutscher Theater- und Hörspielregisseur
- Gudrun Fritsch (* 1939), klinische Psychologin und Kunsthistorikerin
- Gunter Fritsch (* 1942), deutscher Politiker (SPD)
- Günter Fritsch (* 1943), österreichischer Maler
- Günther Fritsch (Journalist) (1926–1982), österreichischer Journalist und Schriftsteller
- Günther Fritsch (Diplomat) (* 1930), deutscher Diplomat
- Gustav Theodor Fritsch (1838–1927), deutscher Physiologe

### H
- Hans Fritsch (Richter) (1860–1945), deutscher Jurist
- Hans Fritsch (Maler) (Johannes Georg Moritz Fritsch; 1870–1945), deutscher Maler
- Hans Fritsch (Schriftsteller) (1882–1950), österreichischer Radiologe und Schriftsteller
- Hans Fritsch (Jurist) (Jakopp; 1889–1931), deutscher Jurist
- Hans Fritsch (Leichtathlet) (1911–1987), deutscher Leichtathlet
- Hans-Jürgen Fritsch (1940–2020), deutscher Fußballspieler
- Hans-Ulrich Funk-Fritsch (* 1931), deutscher Unternehmer
- Hans Wilhelm Fritsch, deutscher Polizeibeamter
- Heinrich Fritsch (1844–1915), deutscher Gynäkologe und Geburtshelfer
- Herbert Fritsch (* 1951), deutscher Schauspieler und Regisseur
- Herbert Fritsch (Künstler) (1945–2007), österreichischer Künstler
- Hermann Fritsch (General) (1829–1894), preußischer Generalmajor
- Hermann Fritsch (Theologe) (1913–1941), deutscher Theologe
- Horst Fritsch (1931–2010), deutscher Politiker (Bündnis 90/Die Grünen)

### I
- Innozenz Fritsch (1655–1734), deutscher Zisterzienser, Abt von Grüssau

### J
- Jacob Fritsch (Handballspieler) (* 1988), deutscher Handballspieler
- Jakob Friedrich von Fritsch (1731–1814), deutscher Staatsmann
- Jens-Werner Fritsch (1947–1995), deutscher Schauspieler, Regisseur und Hörspielsprecher
- Johann Fritsch (Mediziner) (1849–1910), österreichischer Psychiater und Hochschullehrer
- Johann Friedrich Fritsch (1635–1680), deutscher Verleger
- Johann Heinrich Fritsch (1772–1829), deutscher Chronist
- Johann Nepomuk Fritsch (1791–1872), österreichischer Politiker, Mitglied der Frankfurter Nationalversammlung
- Johannes Fritsch (1941–2010), deutscher Komponist
- Josef Fritsch (1840–nach 1901), österreichischer Bildhauer
- Julian Fritsch, eigentlicher Name von MaKss Damage (* 1988), deutscher Neonazi und Rapper
- Julius Fritsch (1880/1881–1960), österreichischer Ingenieur und Baubeamter
- Jürgen Fritsch (1945–2022), deutscher Fußballspieler

### K
- Karl Fritsch (Meteorologe) (1812–1879), böhmisch-österreichischer Meteorologe und Geophysiker
- Karl von Fritsch (Geologe) (1838–1906), deutscher Geologe und Paläontologe
- Karl Fritsch (Optiker) (1855–1926), österreichischer Optiker
- Karl Fritsch (Botaniker) (1864–1934), österreichischer Botaniker
- Karl Fritsch (Mediziner) (1880–1945), deutscher Gynäkologe und Chirurg
- Karl Fritsch (Politiker) (1901–1944), deutscher Politiker (NSDAP)
- Karl Fritsch (Goldschmied) (* 1963), deutscher Goldschmied und Schmuckdesigner
- Karl-August Fritsch (1889–1962), deutscher Geistlicher und Versicherungsunternehmer
- Karl Emil Otto Fritsch (1838–1915), deutscher Architekt und Autor
- Karl Wilhelm von Fritsch (1769–1851), deutscher Beamter und Politiker
- Karl Wilhelm Fritsch (1874–1938), österreichischer Schriftsteller
- Katharina Fritsch (* 1956), deutsche Künstlerin
- Konstantin Fritsch (1857–1934), deutscher Verwaltungsjurist
- Kurt-Otto Fritsch (* 1924), deutscher Schauspieler

### L
- Lothar Fritsch (1871–1951), deutscher General der Infanterie
- Ludwig Fritsch (auch Lu Fritsch), Pseudonym von Marie Luise Droop (1890–1959), deutsche Regisseurin und Filmproduzentin
- Ludwig Heinrich Gottlieb von Fritsch (1772–1808), deutscher Major
- Lukas Fritsch (* 2006), österreichischer Handballspieler
- Lutz Fritsch (* 1955), deutscher Künstler

### M
- Manuel Fritsch (* 1977), deutscher Spielekritiker, Journalist und Podcaster
- Marbod Fritsch (* 1963), österreichischer Konzeptkünstler
- Maria Fritsch (1901–2000), deutsche Sekretärin und Spionin
- Markus Fritsch (* 1963), deutscher Musiker und Komponist
- Matthias Fritsch (Künstler) (* 1976), deutscher Medienkünstler
- Matthias J. Fritsch (Matthias Josef Fritsch; * 1967), deutscher Theologe und Philosoph
- Max Fritsch  (Politiker, 1881) (1881–1951), tschechoslowakischer Politiker (Sudetendeutsche Partei)
- Max Fritsch (Politiker, 1903) (1903–1962), deutscher Gewerkschafter und Politiker (SED)
- Melchior Fritsch (1826–1889), österreichischer Maler, Zeichner und Lithograf
- Michael Fritsch (* 1951), deutscher Ökonom und Hochschullehrer
- Milka Fritsch (1867–1937), deutsche Politikerin (DVP)

### N
- Nicolas Fritsch (* 1978), französischer Radrennfahrer
- Norbert Fritsch (Maler) (* 1952), deutscher Maler
- Norbert Fritsch (Biologe) (* 1958), deutscher Biologe, Geologe und Zoodirektor

### O
- Oskar Fritsch (1883–1972), deutscher Jurist und Schriftsteller
- Otto Fritsch (Politiker) (1870–nach 1943), deutscher Gewerkschafter und Politiker (SPD), MdL Preußen
- Otto Ernst Fritsch (1908–nach 1979), deutscher Künstler und Opfer des Nationalsozialismus

### P
- Paul Fritsch (Autor) (1826–1907), deutscher Richter und Sachbuchautor
- Paul Fritsch (Chemiker) (1859–1913), deutscher Chemiker
- Paul Fritsch (Boxer) (1901–1970), französischer Boxer
- Peter Fritsch (* 1938), österreichischer Schauspieler und Sänger, siehe Peter Fröhlich (Schauspieler)
- Peter Fritsch (Mediziner) (* 1940), österreichischer Dermatologe
- Philipp Fritsch (1880–1945), deutscher Veterinär
- Pierre Fritsch (1930–2005), französischer Feuilletonist und Schriftsteller

### R
- Rainer-Maria Fritsch (* 1956), deutscher Politiker (Die Linke)
- Regina Fritsch (* 1964), österreichische Schauspielerin
- Reinhold Fritsch (1904–nach 1938), deutscher Parteifunktionär (NSDAP)
- Rüdiger Fritsch (Architekt) (* 1948), deutscher Architekt
- Rüdiger von Fritsch (* 1953), deutscher Diplomat
- Rüdiger Fritsch (* 1961), deutscher Rechtsanwalt und Fußballfunktionär
- Rudolf Fritsch (Jurist) (1904–nach 1945), deutscher Jurist, Richter und Ministerialbeamter
- Rudolf Fritsch (Tiermediziner) (* 1928), deutscher Veterinärmediziner
- Rudolf Fritsch (Mathematiker) (1939–2018), deutscher Mathematiker
- Rudolf H. Fritsch (Rudolf Heinrich Fritsch; 1911–1962), deutscher Zoologe

### S
- Sebastian Fritsch (* 1996), deutscher Cellist
- Sigrun Fritsch (* 1959), deutsche Theaterregisseurin
- Sofie Brehm-Fritsch (1861–nach 1927), deutsche Opernsängerin (Sopran) und Gesangspädagogin
- Stefan Fritsch (1907–nach 1949), deutscher Jurist

### T
- Theodor Fritsch (1852–1933), deutscher Verleger
- Theodor Fritsch (Pädagoge) (1868–1952), deutscher Pädagoge
- Theodor Fritsch (Buchhändler) (1895–1946), deutscher Buchhändler
- Thomas Fritsch (Komponist) (1563–1620), deutscher Komponist
- Thomas Fritsch (Verleger) (1666–1726), deutscher Verlagsbuchhändler
- Thomas von Fritsch (1700–1775), deutscher Staatsmann
- Thomas Fritsch (Schauspieler) (1944–2021), deutscher Schauspieler
- Thomas Fritsch (Archäologe) (* 1962), deutscher Archäologe
- Toni Fritsch (1945–2005), österreichischer Fußballspieler

### U
- Ulrich Fritsch (* 1934), deutscher Wirtschaftsjournalist

### V
- Valerie Fritsch (* 1989), österreichische Schriftstellerin und Fotokünstlerin

### W
- Waldemar Fritsch (Bildhauer) (1909–1978), deutscher Bildhauer
- Waldemar Fritsch (Tischtennisspieler) (1923–2008), österreichischer Tischtennisspieler
- Walter Fritsch (SA-Mitglied) (1889–1966), deutscher SA-Führer
- Walter Fritsch (Ingenieur) (1899–1987), deutscher Ingenieur
- Walter Fritsch (Politiker) (1922–1991), deutscher Politiker (SPD)
- Waltraud Fritsch-Rößler (* 1957), deutsche Germanistin
- Wenzel Fritsch (1839–1916), böhmischer Naturalienhändler, siehe Václav Frič
- Werner von Fritsch (1880–1939), deutscher Generaloberst
- Werner Fritsch (Verleger), deutscher Verleger
- Werner Fritsch (* 1960), deutscher Schriftsteller
- Wilhelm von Fritsch (1766–1819), deutscher Jurist
- Wilhelm Fritsch (Goldschmied) (1824–nach 1866), deutscher Goldschmied
- Wilhelm Fritsch (Widerstandskämpfer) (1906–1944), österreichischer Widerstandskämpfer
- Willibald Fritsch (1876–1948), deutscher Bildhauer
- Willy Fritsch (Wilhelm Egon Fritz Fritsch; 1901–1973), deutscher Schauspieler
- Wolfgang Fritsch (Geologe) (1928–1970), österreichischer Geologe
- Wolfgang Fritsch (Sportwissenschaftler) (* 1949), deutscher Ruderer und Sportwissenschaftler
- Wolfgang Fritsch (Musiker) (* 1954), deutscher Gitarrist
- Wolfgang Fritsch-Albert (* 1946), deutscher Industriemanager
- Wolfram von Fritsch (* 1961), deutscher Manager